# Cephalonomia pinkﬂoydi
Cephalonomia pinkﬂoydi – gatunek błonkówki z rodziny płaszczykowatych i podrodziny Scleroderminae.
Gatunek ten został opisany w 2013 roku przez Darrena Francisa Warda. Epitet gatunkowy nadano na cześć zespołu muzycznego Pink Floyd.
Samice mają ciało długości od 1,2 do 1,8 mm, a u samca długość przedniego skrzydła wynosi od 1,4 do 1,6 mm. Głowa wraz z czułkami oraz mezosoma mogą mieć barwę od jasnobrązowo-pomarańczowej po ciemnobrązową. Pozbawiona jest przyoczek. Nadustek jest wąski, a żuwaczki czterozębne. Szerokość głowy wynosi 82% jej długości u samicy i 119% u samca. Mezosoma pozbawiona jest notauli. Odnóża są jasnobrązowe lub pomarańczowe. Samica jest bezskrzydła, zaś u samca przednie skrzydła odznaczają się obecnością żyłki marginalnej. Gładka i błyszcząca metasoma ma barwę brązową.
Owad endemiczny dla Nowej Zelandii, znany z Wyspy Północnej, Południowej oraz Wysp Trzech Króli.